# Aepypodius
Aepypodius és un dels gèneres d'ocells de la família dels megapòdids (Megapodiidae), format per dues espècies de les Illes de Waigeo i Nova Guinea.

## Llista d'espècies
Segons la classificació del Congrés Ornitològic Internacional (versió 13.2, 2023), s'han distingit dues espècies d'aquest gènere:
- Talègol carablanc (Aepypodius arfakianus).
- Talègol de Waigeo (Aepypodius bruijnii).